# 유리 (원)
유리(劉履)는 중국 원나라 말기, 명나라 초기의 문인이다. 자는 탄지(坦之)이며, 소흥부(紹興府) 상우현(上虞縣, 지금의 저장성 사오싱 시 상위 구) 사람이다.
원나라 멸망 후 명나라가 건국된 이후에도 출사하지 않고 스스로 '초택간민(草澤間民)'이라 불렀다. 홍무 16년(1383년), 천하의 박학한 선비들을 구한다는 조서가 내려지자, 절강포정사(浙江布政使)가 유리를 강제로 수도로 올려보내 관직을 받게 되었다. 그러나 나이가 많고 병들었다는 이유로 고사하였으며, 얼마 지나지 않아 사망하였다. 그가 펴낸 책으로 《풍아익》이 있다.

## 참고 문헌
- 《풍아익》〈제요(提要)〉